# Trận Beneventum (275 TCN)
Trận Beneventum (Năm 275 TCN) là trận chiến cuối cùng xảy ra giữa quân đội của Pyrros của Ipiros (không có đồng minh Samnite) với người La Mã, được chỉ huy bởi chấp chính quan Manius Curius Dentatus. Trận đánh đã xảy ra gần Benevento, miền Nam nước Ý, trung tâm bành trướng của La Mã sau này.
Pyrros đã bị kiệt quệ bởi cuộc chiến tranh gần đây của ông ở Sicilia và những chiến thắng Pyrros trước đó trước người La Mã. Mặc dù trận chiến đã bất phân thắng bại, ông ta đã quyết định chấm dứt chiến dịch của mình tại Ý và trở về Epirus, một hệ quả của điều này, nhiều nguồn hiện đại sai lầm cho là Pyrros bị thua trận chiến này. Sự rút lui của Pyrros đã để lại hậu quả là người Samnites cuối cùng bị chinh phục và tiếp đó Đại Hy Lạp (Magna Graecia) thất bại ba năm sau đó. Người La Mã cuối cùng đã thống trị hoàn toàn bán đảo Ý.

## Trận đánh
Một đạo quân La Mã hành quân về phía nam để giao chiến với ông và họ đã xây dựng một doanh trại vững chắc gần thị trấn Malventum. Pyrros tiến đến Malventum với một đội quân ước tính khoảng 2 vạn bộ binh, 3.000 kỵ binh và 20 con voi, nhưng hầu hết lính bộ binh là người Ý. Quân đội La Mã, suy yếu bởi sự đào ngũ của lính đồng minh Ý sang phe Pyrros, có quân số khoảng 17.000 bộ binh và 1.200 kỵ binh. Lính do thám của Pyrros đã phát hiện ra trại của quân La Mã và ông đã lựa chọn mạo hiểm là tiến hành một tấn công bất ngờ vào ban đêm. Quân sĩ của ông đã mất nhiều thời gian để tới được trại hơn dự định và những người La Mã phát hiện sự tiến đến của họ. Họ đẩy lùi cuộc tấn công của quân Ipiros và Pyrros bị mất một nửa số voi không thể thay thế của mình. Ngày hôm sau, người La Mã đã tấn công. Cuộc tấn công ban đầu của họ không thành công do Pyrros sử dụng khéo léo những con voi còn lại của mình và sự kháng cự quyết liệt từ quân Khinh binh (hoplite) của quân Epirote, nhưng một cuộc tấn công thứ hai đã thành công trong việc khiến cho những con voi chạy tán loạn vào đội hình phương trận của Ipiros, buộc họ rút khỏi chiến trường trong hỗn loạn. Quân Ipiros đã bị phân tán trước trận đánh và những người La Mã đã có thể làm cho những voi chiến của Pyrros bị hoảng loạn (có lẽ với những mũi tên lửa), đuổi chúng quay lại đâm vào hàng ngũ quân Ipiros. Pyrros không còn lựa chọn nào khác là phải rút quân. Các thư tịch cổ đã phóng đại rất lớn về tổn thất của quân Ipiros và kết quả của trận này, nhưng có sử liệu cho rằng vua Ipiros đã thảm bại ở trận này và phải tháo chạy với vài lính Kỵ binh, nhưng điều này là không chính xác. Trong khi đó, nhà sử học người Hy Lạp là Polybius thì xác định là kết cục của trận đánh không rõ ràng, thêm nữa nhà sử học Justinus (người La Mã) kể rằng quân La Mã không thể thắng nổi Pyrros. Và, cổ sử cũng viết rằng quân La Mã đã chia làm 2 đạo và Pyrros bị một trong hai đạo quân đó đánh bại - tức là ông có quân số đông hơn, nhưng một số tác giả sau này (Niese và Schubert) phủ nhận điều ấy, có lẽ người La Mã cố tình phịa ra để biểu dương chiến thắng của mình tại Beneventum.
Dẫu sao đi chăng nữa, Pyrros đã không thể hạ nổi người La Mã và gặp bất lợi về chính trị. Theo như sách A History of the Ancient World của tác giả Chester G. Star thì ông đã bị chặn đứng ở trận Beneventum, thậm chí cuốn The Romans: New Perspectives của tác giả Kevin McGough vẫn ghi ông đã thua trận này. Ông đã bỏ rơi người Hy Lạp ở Ý cho La Mã, đem theo 8.000 bộ binh và 500 kỵ binh về Ipiros. Ông đã nói những lời cuối cùng trước khi rời Ý: "Đây là nơi chiến trường mà ta để lại cho bọn Carthage và La Mã". Trong năm 272 TCN, Tarentum đầu hàng La Mã. Năm 270 TCN, La Mã chinh phục thành phố Hy Lạp độc lập cuối cùng ở Ý, Rhegium. Bây giờ La Mã là bá chủ của tất cả những gì lúc này gọi là Ý, trừ một phần phía Bắc của sông Po, lúc đó là vùng Cisalpine Gaul. Trên thế mạnh đạt được từ thắng lợi ở Beneventum, người La Mã sau này cũng can thiệp vào tình hình Sicilia. Mặc dù họ không bao giờ đánh bại Pyrros trên chiến trường, người La Mã đã có thể để giành chiến thắng trong một cuộc chiến tranh tốn kém so chống lại vị tướng giỏi nhất vào thời đó, một trong những nhân kiệt thời cổ đại. Bằng cách đó, họ đã thiết lập mình là một sức mạnh ở Địa Trung Hải. Trận đánh của La Mã với Pyrros cũng báo trước sự linh hoạt tốt hơn trên một số địa hình của quân đoàn La Mã trước đội hình phương trận Macedonia. Ngoài ra, thế giới Hy Lạp cổ đại sẽ không bao giờ có một vị tướng giống như Pyrros để có thể thách thức những người La Mã.